# Mahrang Baloch
Mahrang Baloch (ourdou : ماہ رنگ بلوچ) est une militante pakistanaise des droits humains qui lutte contre les disparitions forcées, les exécutions extrajudiciaires et autres violations des droits de l'homme au Baloutchistan,,,. Mahrang dirige le Comité Baloutche Yakjehti (Comité d'unité Baloutche, BYC), un mouvement de défense des droits humains basé au Baloutchistan. Le 28 juillet 2024, elle participe au Baloch Raji Muchi (Rassemblement national baloutche) à Gwadar, un événement visant à unir les Baloutches contre ces abus,.

## Biographie
Mahrang est née en 1993 dans une famille baloutche. Son père, Abdul Gaffar Langove, est un activiste qui s'exprime contre les violations des droits de l'homme au Pakistan.

## Activisme
Le 12 décembre 2009, son père est enlevé par les forces de sécurité pakistanaises alors qu'il se rend à l'hôpital de Karachi, mais il est libéré plus tard,. Âgée de seulement 16 ans, elle commence à protester contre son enlèvement et devient célèbre dans le mouvement de résistance étudiant,,. En juillet 2011, son père est à nouveau enlevé et retrouvé mort avec des signes de torture,.
Son frère est ensuite enlevé par l'Inter-Services Intelligence (ISI) en décembre 2017, puis libéré,,. Elle devient alors l'une des figures marquantes du mouvement de résistance baloutche,.
Elle proteste contre l'extraction des ressources naturelles du Baloutchistan par le gouvernement. En 2020, elle dirige un groupe d'étudiants protestant contre la suppression proposée du système de quotas au Bolan Medical College, qui réserve des places aux étudiants en médecine des régions éloignées de la province. En raison de l'activisme du groupe et des grèves de la faim, le changement de politique proposé est annulé.
Mahrang Baloch reçoit le soutien international de personnalités de premier plan, notamment de la militante pour le climat Greta Thunberg, qui exprime sa solidarité en tweetant : « Les militants pour la justice climatique du monde entier soutiennent @MahrangBaloch_ et d'autres manifestants pacifiques qui ont été arrêtés, torturés et harcelés par la police d'Islamabad pour avoir dénoncé les violations des droits de l'homme au Baloutchistan. #MarchAgainstBalochGenocide. ». Cette manifestation de soutien se produit lors de la longue marche de Turbat à Islamabad, lorsque les femmes baloutches sont confrontées à une répression intense de la part des forces de l'État,.
De même, la lauréate du prix Nobel de la paix Malala Yousafzai exprime son soutien en tweetant : « Je soutiens mes sœurs baloutches qui demandent que les responsables des disparitions forcées rendent des comptes. Manifester pacifiquement est leur droit et leurs voix doivent être entendues. ».

## Développements récents

### Longue marche baloutche 2023
La Longue Marche Baloutche est un mouvement de protestation mené par Mahrang Baloch et d'autres femmes militantes du BYC, voyageant de Turbat à Islamabad, pour protester contre les violations des droits humains et les disparitions forcées au Baloutchistan,. Selon le BYC, des manifestants sont enlevés par l'ISI et détenus par la police d'Islamabad. Plus tard, une caution est approuvée, ce qui permet la libération de certains participants,,, bien que plusieurs d'entre eux soient toujours portés disparus selon les médias et les avocats.

### Reconnaissance par le magazineTimeet interdiction de voyager
En octobre 2024, le magazine Time nomme Mahrang Baloch parmi les 100 leaders influents émergents de l'année, reconnaissant son courage extraordinaire dans son opposition à l'oppression de l'État et son plaidoyer incessant contre les disparitions forcées et les violations des droits de l'homme au Baloutchistan,. Cependant, elle se voit interdire de se rendre à New York pour un événement du Time et est victime de harcèlement à l'aéroport. Alors qu'elle rentre chez elle avec Sammi Baloch (en), elle est à nouveau harcelée par des responsables de la FIA, et des agents en civil confisquent son passeport et son téléphone portable, tentant de les kidnapper. Selon son avocat, il est découvert que le gouvernement pakistanais l'a discrètement ajoutée à la Pakistan National Identity List (PNIL), un registre pour les individus soupçonnés d'implication dans des activités criminelles telles que le terrorisme, le blanchiment d'argent et la fraude — quelques jours seulement après son apparition sur la liste influente du Time le 3 octobre,. En réponse, la Commission des droits de l'homme du Pakistan appelle à la liberté de circulation pour Baloch, tandis que la Rapporteuse spéciale des Nations Unies sur la défense des droits humains, Mary Lawlor, exprime sa profonde inquiétude sur les réseaux sociaux au sujet de l'incident, citant des rapports de « harcèlement, d'intimidation et de mauvais traitements ».

#### Harcèlement politique
Le 11 octobre 2024, quelques jours seulement après que Mahrang Baloch se soit vu interdire de voyager à l'étranger, une plainte antiterroriste est déposée contre elle dans le district de Malir à Qaidabad (en) par un homme d'affaires local. Le plaignant dans le premier rapport d'information (FIR) accuse Mahrang d'avoir « incité à la violence dans sa région » bien que le responsable du commissariat de Quaidabad (SHO) n'ait pas été en mesure de confirmer de telles activités de la part de Mahrang Baloch et de ses collègues,. Baloch rejette les accusations comme étant fabriquées, attribuant l'affaire au « malaise de l'État face à son activisme » et déclare que de tels FIR visent à intimider ceux qui sont impliqués dans leur lutte collective.

## Récompenses
En décembre 2024, Marang Baloch est incluse dans la liste des 100 femmes de la BBC.